# Wim Volkers
Willem Frederik "Wim" Volkers (ur. 3 października 1899 w Amsterdamie, zm. 4 stycznia 1990 tamże) – holenderski piłkarz grający na pozycji napastnika, reprezentant kraju, trener. Zawodnik Ajaxu Amsterdam.

## Kariera piłkarska
Wim Volkers w młodości pracował w browarze Heineken, w którym grał w drużynie piłkarskiej, w której w 1923 roku jego umiejętności dostrzegli działacze profesjonalnego klubu piłkarskiego Ajaxu Amsterdam i zaproponowali Volkersowi dołączenie do profesjonalnej drużyny ich klubu. Volkers początkowo miał wątpliwości, gdyż bardzo dobrze czuł się w swojej pracy, jednak ostatecznie przyjął propozycję Ajaxu Amsterdam i wkrótce został jednym z najlepszych zawodników w Holandii.
Debiut w klubie zaliczył 16 września 1923 roku w przegranym 3:1 meczu domowym z DFC. Zdobył z klubem trzykrotnie mistrzostwo (1931, 1932, 1934), trzykrotne wicemistrzostwo Holandii (1928, 1930, 1936) oraz 3. miejsce mistrzostw Holandii w sezonie 1934/1935.
Po sezonie 1935/1936 zakończył karierę piłkarską. Ostatni mecz w karierze rozegrał 19 kwietnia 1936 roku w wygranym 4:1 meczu wyjazdowym z Feyenoordem Rotterdam, w którym w 69. minucie zastąpił Henka Muldersa. Łącznie w klubie rozegrał 265 meczów ligowych, w których zdobył 29 goli.
Z powodu świetnego dryblingu zyskał pseudonim De Mug (pol. Komar).

## Kariera reprezentacyjna
Wim Volkers ze względu na różnice zdań z dyrektorem KNVB (Holenderski Związek Piłki Nożnej) Karelem Lotsym, w reprezentacji Holandii w latach 1924–1932 rozegrał zaledwie 7 meczów, w których zdobył 2 gole. Debiut zaliczył 2 listopada 1924 roku na Het Nederlandsch Sportpark w Amsterdamie w wygranym 2:1 meczu towarzyskim z reprezentacją Związku Południowej Afryki, w którym w 9. minucie zdobył również swojego pierwszego gola dla drużyny Pomarańczowych, otwierającego wynik meczu na 1:0.
Ostatni mecz w reprezentacji Holandii rozegrał 29 maja 1932 roku na Stadionie Olimpijskim w Amsterdamie w przegranym 2:1 meczu towarzyskim z reprezentacją Czechosłowacji.

## Kariera trenerska
Wim Volkers po zakończeniu kariery piłkarskiej oraz przejściu kursu trenerskiego rozpoczął karierę trenerską. W latach 1941–1942 był trenerem Ajaxu Amsterdam.

## Statystyki

### Reprezentacyjne
| Reprezentacja | Rok     | Mecze | Gole |
| ------------- | ------- | ----- | ---- |
| Holandia      | 1924    | 3     | 1    |
| Holandia      | 1925    | 3     | 1    |
| Holandia      | 1932    | 1     | 0    |
| Łącznie       | Łącznie | 7     | 2    |

| Mecze w reprezentacji | Mecze w reprezentacji | Mecze w reprezentacji                 | Mecze w reprezentacji | Mecze w reprezentacji | Mecze w reprezentacji | Mecze w reprezentacji | Mecze w reprezentacji |
| Lp.                   | Data                  | Stadion                               | Przeciwnik            | Wynik                 | Gole                  | Rozgrywki             | Uwagi                 |
| --------------------- | --------------------- | ------------------------------------- | --------------------- | --------------------- | --------------------- | --------------------- | --------------------- |
| 1.                    | 02.11.1924            | Het Nederlandsch Sportpark, Amsterdam | Południowa Afryka     | 2:1                   | Gol                   | Mecz towarzyski       | 90'                   |
| 2.                    | 15.03.1925            | Stadion Olimpijski, Antwerpia         | Belgia                | 1:0                   |                       | Coupe Vanden Abeele   | 90'                   |
| 3.                    | 29.03.1925            | Het Nederlandsch Sportpark, Amsterdam | Rzesza Niemiecka      | 2:1                   | Gol                   | Mecz towarzyski       | 90'                   |
| 4.                    | 19.04.1925            | Sportplatz Förrlibuck, Zurych         | Szwajcaria            | 1:4                   |                       | Mecz towarzyski       | 90'                   |
| 5.                    | 17.04.1932            | Stadion Olimpijski, Amsterdam         | Belgia                | 2:1                   |                       | Mecz towarzyski       | do 67'                |
| 6.                    | 08.05.1932            | Stadion Olimpijski, Amsterdam         | Irlandia              | 0:2                   |                       | Mecz towarzyski       | 90'                   |
| 7.                    | 29.05.1932            | Stadion Olimpijski, Amsterdam         | Czechosłowacja        | 1:2                   |                       | Mecz towarzyski       | 90'                   |

## Sukcesy

### Zawodnicze
- Mistrzostwo Holandii: 1931, 1932, 1934
- Wicemistrzostwo Holandii: 1928, 1930, 1936
- 3. miejsce mistrzostw Holandii: 1935

## Po zakończeniu kariery
Wim Volkers przez całe życie był wiernym kibicem Ajaxu Amsterdam i regularnie chodził na mecze klubu i był stałym gościem uroczystości organizowanych przez klub.
Wim Volkers był również skarbnikiem klubu, a w 1956 roku zastąpił Mariusa Koolhaasa na stanowisku prezesa klubu, jednak w 1958 roku w wyniku tzw. afery Bobo Sala musiał ustąpić ze stanowiska, chociaż ówczesne władze klubu zostały później uniewinnione w tej sprawie.
Zmarł 4 stycznia 1990 roku w Amsterdamie.